# Якупи, Неджати
Неджати Якупи (макед. Неџати Јакупи; родился 10 июля 1973 года Гостивар, Социалистическая Республика Македония, СФРЮ) — македонский государственный деятель, бывший министр окружающей среды и территориального планирования Республики Македония в 2008—2011 гг.

## Образование
Неджати Якупи окончил Медицинский университет в Софии, затем медицинский факультет Университета в Скопье, специализируясь на общей хирургии.

## Карьера
Работал в больнице в Гостиваре, Норвежском комитете по делам беженцев, лагере беженцев Чегране, Оздоровительном центре, затем Медицинском центре в Гостиваре. С 2005 по 2008 год в Хирургической клинике Университетского клинического центра в Скопье.
С 2002 по 2004 год был помощником депутатов парламента для контактов с гражданами в Гостиваре. Затем недолго был вице-мэром Гостивара.
26 июля 2008 года назначен министром окружающей среды и территориального планирования Республики Македония.